# Cloronema
Cloronema é a fase inicial do desenvolvimento do protonema dos musgos, caracterizada pela existência de paredes celulares hialinas, paredes terminais perpendiculares e cloroplastos lenticulares.